# Círculo Saúde

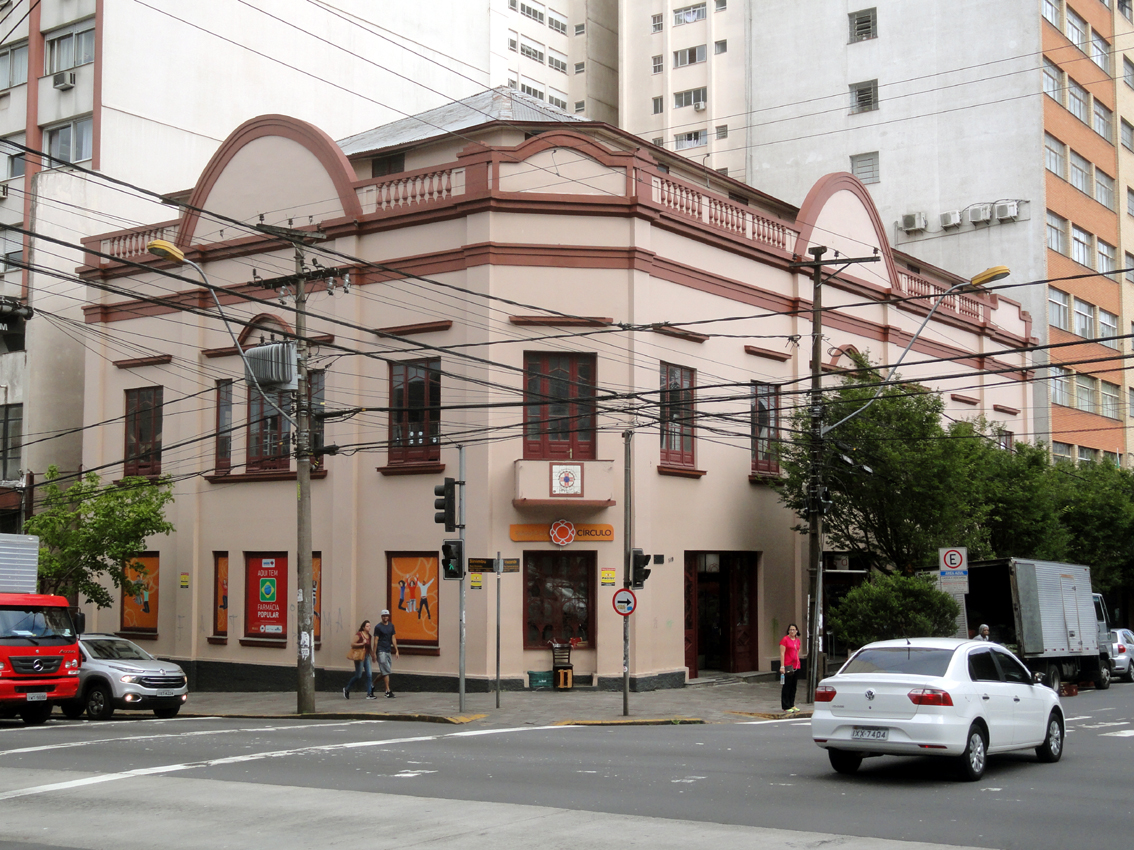
O prédio histórico do Círculo Saúde.

O Círculo Saúde é uma associação civil de caráter filantrópico da cidade de Caxias do Sul, Brasil. Atua na área de saúde em 36 cidades da Serra Gaúcha, Vale do Paranhana, Planalto Médio e Vale do Caí.
Foi fundado em 31 de outubro de 1934 com a denominação Círculo Operário Caxiense, por iniciativa do padre Orestes Valeta, que convidou o jesuíta Leopoldo Brentano para fundar uma associação filantrópica na cidade, como já houvera feito em Pelotas, congregando famílias para que lutassem pelos interesses da classe operária e para auxiliá-los nos problemas de saúde. Seu primeiro estatuto deixava claro os propósitos da sociedade:
Fica fundado, nesta cidade de Caxias do Sul, o Círculo Operário de Caxias, que terá por objetivo coordenar a atividade de seus associados dentro de uma organização forte e perfeita para os seguintes fins:
§ 1o - Prestar-lhes todo o gênero de benefícios e defesa, a saber:
Cultura intelectual, moral, social e física, pela fundação, respectivamente adesão de escolas, pela realização de conferências e pela imprensa sã, clubes de esportes, etc.
Proteção social por assistência caridosa eficiente nas oficinas, escolas e lares.
Auxílio jurídico, médico e material, pelas várias formas de beneficência e mútuo socorro". 
Depois de se reunirem por um tempo na Casa Canônica, procuraram um local para aquisição de uma sede própria. Com o apoio financeiro de Ari Zatti Oliva, liderando um grupo de empresários, em 1945 foi comprado o prédio da antiga sede do Recreio da Juventude, reinaugurado em 8 de junho de 1947. Com isso todas as atividades da entidade puderam ser centralizadas. Ofereciam-se cursos de alfabetização, datilografia, corte e costura e bordado, além dos serviços de creche, farmácia, atendimento médico e dentário. Também se organizavam retiros espirituais e sessões de cinema e teatro. Em 1966 foi inaugurado um grande anexo.
O Círculo Saúde é uma das entidades mais presentes no cotidiano da comunidade, como afirmou Rodrigo Lopes, e é a mais ativa de todas as instituições latino-americanas em seu gênero, com mais de 130 mil beneficiários e mais de 1.100 funcionários, com um hospital próprio, e outros serviços, atuando em toda a região da serra gaúcha.